# 아돌프 티에르
아돌프 티에르(Adolphe Thiers, 1797년 4월 15일~1877년 9월 3일)는 프랑스의 변호사, 언론인, 역사가이자 정치인이다. 티에르는 1871년 8월 31일부터 1873년 5월 24일까지 프랑스 공화국 제2대 대통령에 재임하였다.
1789년 부르봉 왕조의 절대군주정이 붕괴한 이후, 프랑스는 정치 체제가 급격히 뒤바뀌는 혼란을 겪었다. 1830년의 7월 혁명 이후, 티에르는 왕정과 공화정에서 주요 역할을 맡으며, 안정적인 제도의 새 질서를 갈구한 프랑스 지도층의 변화를 보여주었다.
티에르는 시골 출신의 야심가로 출발하여 파리에 오게 된다. 이후 자유주의 언론인으로서, 또 프랑스 혁명에 관한 저서를 저술하는 역사가로서 프랑스의 정치적 혼란을 꿰뚫어 보다가, 7월 혁명에 참여하며 7월 왕정에서 두 차례 국무회의 의장을 역임하였다. 당시 티에르는 오를레앙파이자, "왕은 군림하되 통치하지 않는" 입헌군주정을 지지하는 자유주의파였다.
허나 티에르는 이후 외교 정책(1840년 위기)에 관한 의견차로 국왕 루이 필리프 1세와 멀어졌으며, 1848년 혁명의 원인이 될 국무회의 의장 프랑수아 기조의 완강한 태도를 비판했다. 7월 왕정이 2월 혁명으로 무너진 이후에는 제2공화국을 지지했다.
1851년 12월 2일 쿠데타가 일어나자 티에르는 이에 반대하였으며, 나폴레옹 3세와는 결코 타협하지 않았다. 제2제국 시기인 1864년에는 의회에서 "필연적 자유(libertés nécessaires)"를 청원하는 연설을 펼치기도 하였다.
보불 전쟁에서 프랑스가 패배한 후 1871년 2월, 티에르는 제3공화국 정부 행정수반이 되었고, 같은 해 5월 파리 코뮌을 진압하였다. 이후 1871년 8월 31일, 티에르는 마침내 프랑스 제3공화국의 첫 대통령으로 뽑혔다. 제3공화국 시기 티에르는 보수적 공화제에 대한 지지를 천명하며 왕당파와 결별하였고, 이로 인해 왕당파가 주도한 불신임안이 의회에서 가결되자 1873년 5월 대통령직을 사임하였다.

## 7월 혁명 (1830년)
마르세유 근교에 위치한 부크벨레르(Bouc-Bel-Air) 출신이다. 엑스 마르세유 대학교를 졸업한 이후에 변호사로 근무했다. 부르봉가의 독재 정치를 비판한 역사서인 《프랑스 혁명사》를 저술했다. 1830년 7월 혁명을 계기로 샤를 10세 국왕이 추방되면서 부르봉 왕조가 붕괴되었다. 티에르는 오를레앙가 출신인 루이 필리프 1세를 국왕으로 옹립했고 재무부 차관, 내무부 장관, 총리로 활약했지만 프랑수아 기조와 대립하게 된다.

## 2월 혁명 (1848년)
1848년 프랑스 2월 혁명을 계기로 오를레앙 왕조가 붕괴 후 들어선 제2공화국을 지지했다. 제2공화국에서는 정치인으로 활약했지만 1851년 12월 2일 루이 나폴레옹 대통령이 친위 쿠데타를 일으킨 후 체포되어 추방당한다. 1852년 나폴레옹 3세 황제에게 귀국을 허락받으면서 프랑스로 귀국했다. 귀국 이후에는 나폴레옹 3세에게서 자신을 보좌해 줄 것을 요청했지만 티에르는 이를 거절했고 집필 활동에 전념하게 된다.

## 제3공화국 (1870년- )

### 국민 방위 정부
티에르는 개전 이전부터 보불전쟁에 반대하였다. 보불전쟁에서 나폴레옹 3세가 프로이센에 패배한 후에는 국민 방위 정부의 특사로 임명되어 외국의 지원을 이끌어내고자 해외순방을 하며 외교적인 노력을 했으나 소득은 없었다. 프로이센의 오토 폰 비스마르크 총리에게는 알자스, 로렌을 독일 제국에 할양하기로 결정하면서 평화 관계를 수립했다.

### 행정 수반
1871년 2월, 프랑스 제3공화국의 행정수반으로 선출된 후 독일과 강화조약을 맺었다. 알자스-로렌의 할양, 50억 프랑의 전쟁 배상금, 독일군의 파리입성의 조건은 일방적으로 독일에게 유리하고 굴욕적이었기에 시민들은 분노했다. 또한 의회를 장악한 왕당파는 왕정복고를 추진했고 파리 시민 의용대로 조직된 국민방위대의 해체와 보유하고 있던 대포를 압수하려 하였다. 이에 분노한 파리 시민들은 자체 선거를 통해 대표단을 선출한후 3월 28일 자치정부인 파리 코뮌을 수립하였다.

### 파리 코뮌 진압
파리 코뮌은 티에르 정부의 대표성을 인정치 않고 파리를 실질적으로 장악한 후 자치를 실시하며 티에르 정부지도자들을 축출하였다. 베르사유를 임시 수도로 정한 제3공화국 임시정부는 5월 21일부터 일주일간 벌어진 파리 코뮌과의 전투에서 승리하여 파리를 재탈환하였다.

## 초대 대통령
1871년 5월 10일에 독일과의 최종조약을 프랑크푸르트에서 체결하였다. 8월 31일, 제3공화국의 초대 대통령이 되었다. 두번에 걸쳐 공채를 발행하여 전쟁배상금을 모두 지불함으로 1873년 9월에 마지막 독일군이 프랑스에서 퇴각하도록 만들었다.
1871년 7월 보궐선거에서 공화파가 대거약진하자 1872년 11월에 보수적인 공화정에 지지를 공개 천명한 후 왕당파와 결별하였다. 1873년 5월 왕당파가 제출한 불신임안이 의회에서 통과됨에 따라 대통령에서 사임하였다.

### 대통령 임기 이후
사임 이후, 아돌프 티에르는 하원의원직으로 복귀했다.
1875년, 티에르는 왈롱 개정안에 투표했다. 왈롱 개정안은 오를레앙파 중도 우파와 공화파 모두를 끌어들여서 겨우 한 표 차이로 정권의 형태를 결정했다. (강베타가 자기 진영에서 상원과 대통령에 적대적인 급진파들을 설득했다) 이로써 상원, 하원, 대통령이라는 세 개의 축들에 기반한 공화국으로의 길이 열렸다. 1876년, 그는 제3공화국의 제도가 수립되는 과정에서 열린 상원 선거와 하원 선거에 후보로 출마했다. 티에르는 1876년 1월 30일 상원의원으로 선출되었으나 2월 20일 하원의원으로 재선되자, 하원의원으로 남아있길 원하며 3월 11일 사임했다.

## 말년과 사망
이후 티에르는 야당에서 공화주의자들과 선거 유세를 하며 1876년 선거 승리를 이끌게 된다. 티에르는 하원에서 공화파가 결정적으로 승리를 거두기 직전에 80세의 나이로 사망하였다.

## 저서
- <1828년의 살롱, 또는 당해 박람회에서 공개된 헌법 법조문>Salon de Mil huit cent vingt-deux, ou collection des articles insérés au Constitutionnel, sur l'exposition de cette année, 파리, 마라당, 1822. 5점의 판화 수록.
- <1822년 11월과 12월 동안의 남프랑스와 피레네 산맥> Les Pyrénées et le Midi de la France, pendant les mois de novembre et décembre 1822, 파리, 퐁티외, 1823.
- <프랑스 혁명사> Histoire de la Révolution française, 파리, 르쿠앙트르 에 뒤레, 1823-27 (총 10권).
- <존 로와 그의 금융 체계> Law et son système de finance, 파리, 1826.
- <1930년의 왕정, 부슈뒤론 의원 A. 티에르 저> La Monarchie de 1830, par A. Thiers, député des Bouches-du-Rhône, 파리, 알렉상드르 메니에, 1831.
- <프랑스 혁명사> Histoire de la Révolution Française. Précédée d'un Précis de l'histoire de France, par M. Michelet, 브뤼셀, 벨기에 애서가협회, 1841년 (총 2권).
- <프랑스 혁명사 이후 집정정부와 제국의 역사> Histoire du Consulat et l'Empire faisant suite à l'Histoire de la Révolution française, 파리, 폴랭 (1권-16권) - 폴랭, 뢰뢰 제 시 (17-18권) - 뢰뢰 제 시 (19-20권), 1845-62.
- <부동산에 관하여> De la Propriété, 파리, 폴랭, 뢰뢰 제 시, 1848 (재판: 파리, 트리당 출판사, 2011).
- <부동산에 관하여. 노동권과 부동산 은행에 관한 견해가 실린 증보판> De la propriété. Édition augmentée des Discours sur le droit au travail et sur le crédit foncier, 브뤼셀, 멜린, 캉 제 콩파니, 1848.
- <공산주의에 관하여> Du communisme, 파리, 폴랭, 뢰뢰 제 시, 1849.
- <존 로 전기>Histoire de Law, 파리, 미셸 레비 형제, 1858.
- <프랑스 혁명사> Histoire de la Révolution française, 파리, 퓌른, 1865 (총 2권). 양 다르장의 삽화 수록.
- <3월 18일에 관한 증언> Déposition sur le 18 mars, 파리, 1872.
- <9월 4일 혁명과 3월 18일 폭동의 역사: 티에르씨의 의회 심문회 증언> Histoire de la révolution du 4 septembre et de l'insurrection du 18 mars : dépositions de M. Thiers devant les commissions d'enquête parlementaire, 파리, 1873.
- <1871년 파리 혁명 완전사> Histoire complète de la révolution de Paris en 1871, 로랑 마르탱, 파리, 알프레드 뒤켄 보통 출판부, 1871, 292 p.
- <의회 연설 (1830-1877)> Discours parlementaires (1830-1877), publiés par M. Calmon, 파리, 칼만-레비, 1879-1883 (총 15권).
- <티에르씨의 메모와 회고. 1848년 2월 24일의 혁명.> Notes et souvenirs de M. Thiers. 1848. Révolution du 24 février, 파리, 칼만레비, 1902.
- <메모와 회고 - 외교 기행. 휴전 제안. - 평화 교섭. 프랑스 대통령.> Notes et Souvenirs - Voyage diplomatique. Proposition d'un Armistice. - Préliminaires de la Paix. Présidence de la République, 파리, 칼만레비, 1903.
- <국토 점령과 해방 1871-1873 - 서한집> Occupation et libération du territoire 1871-1873 - Correspondances, 파리, 칼만-레비, 1903.